# Apoclada simplex
Apoclada es un género monotípico de plantas herbáceas perteneciente a la familia de las poáceas. Comprende únicamente una especie: Apoclada simplex McClure et L.B.Sm., que se encuentra en los bosques sudorientales de Brasil.
 Durante muchos años se creyó que el género estaba formado por cuatro especies, pero las investigaciones modernas han descartado la existencia de la A. diversa y han llevado a re-clasificar las antiguas A. arenicola y A. cannavieira en el género Filgueirasia.

## Descripción
Los tallos de este bambú pueden crecer hasta más de 13 metros, aunque es más usual la mitad de esa cifra. Como en todos los bambúes, los troncos crecen de raíces horizontales, llamadas rizomas, que en esta especie pueden medir hasta 40 cm de largo. Los troncos son de color verde oscuro a verde claro, con ejemplares rojizos, ocasionalmente, con diámetros de 1, 9 a 4 cm y nodos separados por espacios entre 7 a 38 cm. Las hojas son largas de 1, 3 a 16,4 cm y estrechas (2-7 mm).

## Taxonomía
Apoclada simplex fue descrita por McClure & L.B.Sm. y publicado en Flora Ilustrada Catarinense 1(GRAM–Supl.): 59–62, t. 10, f. s–y. 1967.
Sinonimia
- Apoclada diversa McClure & L.B.Sm.[6]